# Reiji Okazaki
Reiji Okazaki (jap. 岡崎 令治, Okazaki Reiji; * 8. Oktober 1930 in Shiratori (heute: Shiratori, Naka-ku), Hiroshima; † 1. August 1975) war ein japanischer Molekularbiologe und gilt, zusammen mit seiner Frau Tsuneko, als Entdecker der nach ihnen benannten Okazaki-Fragmente. Beide lieferten damit einen wichtigen Beitrag zur Entschlüsselung des Replikationsmechanismus der DNA.

## Leben
Reiji Okazaki absolvierte 1953 sein Studium an der Universität Nagoya. Dort traf er Tsuneko, die er im Mai 1956 heiratete. An seiner Alma Mater war er ab 1963 als Professor tätig.
Die Entdeckung der Fragmente gelang im Jahre 1968 durch die Verwendung von radioaktiven Nukleotiden für einen kurzen Zeitraum der Replikation. Anschließend wurden die Stränge getrennt und die markierten, neu gebildeten Stränge isoliert. Dabei fiel auf, dass ein einzelner langer Strang und viele kleine (ca. 1.000 Nukleotide lange) Stücke entstanden sind. Somit war bewiesen, dass der eine Strang der Replikationsgabel direkt ergänzt werden kann, während der andere, bedingt durch den Richtungssinn der beteiligten Enzyme, in kleinen Stücken ergänzt wird und erst am Ende durch eine Ligase zu einem durchgehenden Strang verbunden wird. Man unterscheidet danach den kontinuierlichen vom diskontinuierlichen Strang.
Er wurde 1970 mit dem Asahi-Preis ausgezeichnet. Er starb an Leukämie, möglicherweise verursacht durch die Strahlung der 1945 über Nagasaki abgeworfenen Atombombe, wo er sich zu der Zeit aufhielt.